# Kyzylsu (zdrojnice Vachše)
Kyzylsu nebo Kzylsu (rusky Кызылсу nebo Кзылсу, v turkických jazycích znamená červená řeka) je řeka v Kyrgyzstánu a v Tádžikistánu (Centrálně spravované okresy). Je 235 km dlouhá. Povodí má rozlohu 8380 km².

## Průběh toku
Pramení na svazích Zaalajského hřbetu a teče v Alajské dolině. Nad ústí řeky Ajljama se nazývá Karasu. Poté, co se Kyzylsu spojí s Muksu vytváří řeku Surchob, která po spojení s řekou Obichingou vytváří řeku Vachš.

## Vodní stav
Průměrný průtok vody ve vzdálenosti 86 km od ústí je 40,6 m³/s.